# John William Burgon
John William Burgon (* 21. August 1813 in Smyrna; † 4. August 1888 in Chichester), häufig als Dean Burgon, in älterer deutscher Literatur auch als Canon Burgon bezeichnet, war ein englischer anglikanischer Geistlicher und Dean von Chichester. Er wurde besonders bekannt für sein wörtliches Bibelverständnis und seine radikalen Angriffe gegen Neuerungen in der Theologie. Er gilt als Verteidiger der King-James-Bibel und des byzantinischen Bibeltexts gegenüber der griechischen Textausgabe von Westcott und Hort. Er leistete wertvolle Beiträge zur Textkritik des Neuen Testaments.

John William Burgon. Titelblatt aus Lives of twelve good men

## Elternhaus und Geschwister
John William Burgon war der Sohn des Kaufmanns Thomas Burgon (* 1. August 1787; † 28. August 1858), der in der Türkei als sogenannter Turkey Merchant für die Levant Company tätig war und 1814 nach Brunswick Square in London zog. Thomas Burgon war Experte für Antike Münzen und Kunst und war 1813 bei der Ausgrabung der nach ihm benannten Burgon-Vase in Athen beteiligt. Ab 1841 war er in der Münzabteilung des Britischen Museums beschäftigt. John Williams Mutter Catharine Marguerite de Cramer (* 7. August 1790; † 7. September 1854) war eine Tochter von Ambroise Hermann de Cramer (* 10. Februar 1757 in Köln; † 9. November 1809 in Smyrna), dem österreichischen Konsul in Smyrna. Sie wurde in Smyrna geboren und wuchs wie eine Griechin auf, war jedoch von Abstammung und Nationalität keine Griechin, wie fälschlicherweise in manchen Quellen geschrieben wurde (I, 9). Der Ehe entsprangen die Söhne John William und Thomas Charles und vier Töchter. Johns jüngste Schwester Katherine Margret, zu der er ein besonders enges Verhältnis hatte, starb in jungen Jahren 1836 (I, 54), Sarah Caroline heiratete Henry John Rose und Emily Mary heiratete Charles Longuet Higgins, die vierte hieß Helen Eliza. Seine Eltern und Geschwister wurden begraben in einer Familiengruft auf dem Holywell Cemetery in Oxford, in der er selber beigesetzt wurde.

## Die frühen Jahre

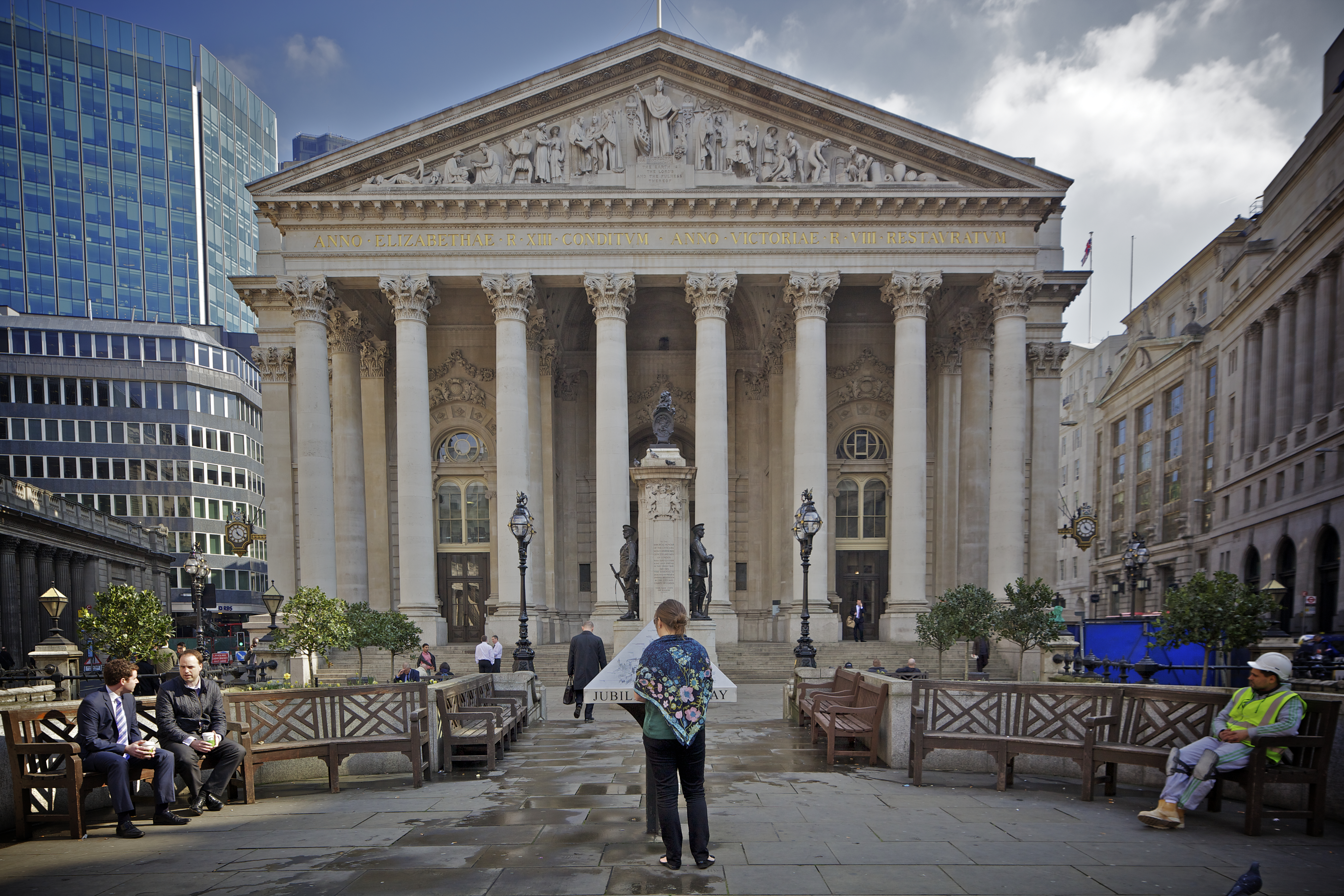
Royal Exchange. Das ursprüngliche Gebäude wurde von Sir Thomas Gresham gebaut. Der Nachfolgebau brannte 1838 ab. Der heutige dritte Bau wurde 1844 wiedereröffnet.

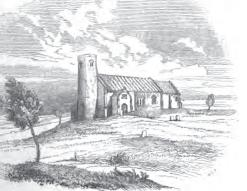
All Saints’ Church, Gresham. Zeichnung von J. W. B. in Life and Times of Sir Thomas Gresham.

John William Burgon besuchte von 1829 bis 1830 die Universität in London, danach das University College. Er wollte eigentlich eine kirchliche Karriere verfolgen, aber stattdessen blieb er im Kontor seines Vaters, eine Arbeit, die ihn mit zunehmender Dauer immer mehr belastete. Von seinem Vater bekam er andererseits das Interesse für Archäologie und Kunst vermittelt. Er zeichnete, malte, beschäftigte sich mit Shakespeare und schrieb Lieder und Gedichte. 1837 gewann er einen Preis für ein Lied beim Melodist’s Club und 1845 einen Preis für das Gedicht Petra, aber er schrieb auch über den Umgang mit Kunst in Some remarks on art.
1833 lobte der Lord Mayor von London William Taylor Copeland (1797–1868) einen Preis aus für den besten Essay über Sir Thomas Gresham. Burgon gewann den Preis 1836 mit Life and Times of Sir Thomas Gresham. Seine ersten Fassungen wurden 1838 nach dem Brand der Royal Exchange in London erweitert zu einem umfangreichen zweibändigen Werk mit vielen Belegen und eigenen Zeichnungen. Aus seiner Suche nach Informationen über Gresham machte er 1838 die Bekanntschaft mit Dawson Turner, einem Mann mit großem Kunstverstand, der sowohl eine große Kunstsammlung, wie eine enorme Bibliothek hatte und durch das Bankgewerbe auch ein enormes Vermögen (I, 67 ff). Eine besondere Freundschaft hatte er zu Patrick Fraser Tytler (* 30. August 1791; † 14. Dezember 1849), einem schottischen Historiker. Seit 1839 verfasste er Beiträge für das New General Biographical Dictionary, das von seinem Schwager Henry John Rose herausgegeben wurde (I, 71 f).

## Burgon wird Geistlicher

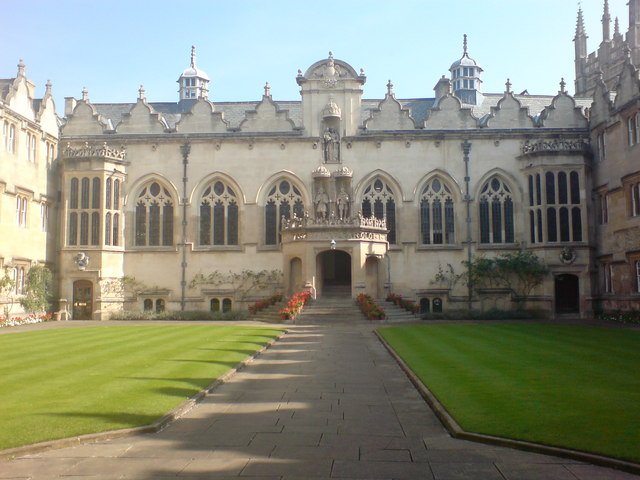
Oriel College. Aufnahme aus dem Innenhof

Bereits 1826 verlor die Levant Company durch ein Gesetz die Monopolstellung und wurde aufgelöst, der Handel seines Vaters mit Antiquitäten ging aber weiter bis zum geschäftlichen Zusammenbruch 1841. Die Familie zog danach in das Pfarrhaus in Houghton Conquest in Bedfordshire, wo Burgons Schwager, der Pfarrer Henry John Rose lebte (I, 91). Die ganzen Kunstschätze der Familie wurden in der Folge an das Britische Museum verkauft. Es gab Zeichnungen aller dieser Objekte von Burgon. Burgon war damit von den Verpflichtungen im Geschäft seines Vaters frei und konnte mit der finanziellen Hilfe seines Freundes Dawson Turner einen Weg zum Kirchenmann einschlagen. Er immatrikulierte noch im selben Jahr im Oktober am Worcester College in Oxford. Er machte 1845 seinen B.A. mit der zweitbesten Note in klassischer Literatur. 1847 gewann er den Ellerton Theological Preis, 1851 den Denyer Theological Preis. Er wurde 1846 zu einem Mitglied des Oriel College in Oxford gewählt, graduierte zu einem M.A. 1848. Burgon war ein Freund John Henry Newmans und befand sich genau in der Zeit seiner Konversion zum Katholizismus im Brennpunkt der Kontroversen der Oxford-Bewegung. Burgon war tief erschüttert und brach in Tränen aus, als er es erfuhr. Er blieb aber auch danach weiterhin freundschaftlich mit Newmann verbunden (I, 134).
Er wurde zum Diakon geweiht am 24. Dezember 1848 und zum Priester am 23. Dezember 1849. Ab 1849 war er nacheinander Kurat in West Ilsley, Berkshire sowie in Worton und in Finmere in Oxfordshire. Sein Biograph und Kollege Edward Meyrick Goulburn beschreibt Burgon als warmherzigen Geistlichen, der sich mit rührender Sorgfalt um das Wohlergehen seiner Gemeindeglieder kümmerte in einem Maße, das über seine Pflichterfüllung hinausging. Auch nach seinem Weggang an den verschiedenen Wirkungsstätten blieb er in freundschaftlichem Kontakt mit seinen Gemeindegliedern. Insbesondere seine Liebe zu Kindern, zu Kranken und sozial Schwachen wird verschiedentlich geschildert. In seinen Jahren als Kurat hielt er sich meistens die halbe Woche in Oxford auf, um seine Studien fortzusetzen, über die Wochenenden und am Montag jeweils in den Gemeinden um Gottesdienste zu halten und Gemeindeglieder zu unterrichten und Hausbesuche zu machen. Burgon ließ in dieser Zeit eine Reihe von Ausgaben mit Abbildungen bekannter Kunstwerke drucken, teils farbig, die zur Erbauung der ländlichen Bevölkerung gedacht waren, darunter war ein illustriertes Prayerbook.

## Seine frühen Arbeiten als Autor
Burgon schrieb fast während seines ganzen Lebens an einer Evangelienharmonie, die nie fertig wurde und die er mit der Bemerkung hinterließ, dass sie nicht genügend ausgereift sei, um sie zu veröffentlichen (I, 90). Als Nebenprodukt der Arbeit kam sein Kommentar der Evangelien heraus (I, 172-173). Die erste Auflage erschien 1854 ohne Namensnennung, die zweite Auflage 1864 nennt den Verfasser. Dieses Werk war konzipiert, um es im Familienkreis vorzulesen und hat einen erbaulichen Charakter. Es verzichtet auf die Diskussion von Meinungen aus der Gelehrtenwelt (I, 220f). Kritisiert wurde an dem Werk, dass er häufig Meinungen der Kirchenväter referiert, ohne das anzugeben. 1854 mischte sich Burgon in den Streit, den die Reform der Universität Oxford auslöste. 1855 erschien Ninety short sermons for family reading, eine Sammlung kurzer Predigten in der Ordnung nach dem Kirchenjahr. 1859 veröffentlicht er die Biographie seines Freundes: The portrait of a Christian gentleman; A memoir of Patrick Fraser Tytler.

## Romreise und Beförderung zum Prediger an der Universität

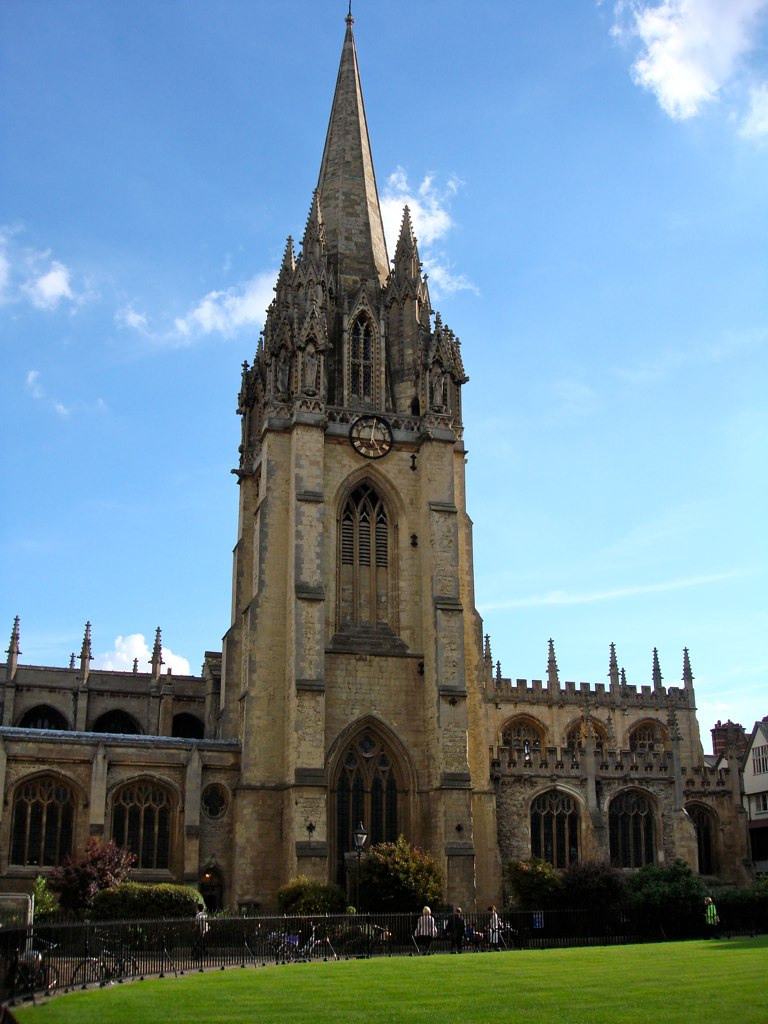
St. Mary the Virgin, die Universitätskirche

1860 war Burgon für drei Monate in Rom, um die englische Kongregation zu betreuen. So konnte er die offiziellen und inoffiziellen Formen des katholischen Glaubens im Detail studieren und verglich sie mit den anglikanischen Formen. Ein Nebenprodukt davon war Letters from Rome to friends in England 1862. Darin gibt er einen Bericht über Codex Vaticanus (Codex B) und einen Bericht über die Veröffentlichungen von Kardinal Angelo Mai und Carlo Vercellone. Er anerkennt das hohe Alter des Manuskripts aus dem vierten Jahrhundert, aber sein Urteil über den Text ist vernichtend: „The text of Codex B is one of the most vicious extant“, also einer der verdorbensten Texte überhaupt. Burgon hatte dabei die seltene Möglichkeit, den Codex und einige weitere wertvolle Manuskripte mit eigenen Augen zu sehen (I, 257-258). Nach seiner Rückkehr 1860 wurde er zum Hilfsprediger an der Universität Oxford berufen. In diesem Jahr erschien Essays and Reviews, ein Aufsatzband, der sieben Aufsätze bekannter und einflussreicher rationalistischer Wissenschaftler und Geistlicher enthielt und der seinerzeit heftige Debatten auslöste. Die Autoren waren Frederick Temple, Rowland Williams, Harry Baden Powell (1796–1860), Henry Bristow Wilson, Charles Wycliffe Goodwin, Mark Pattison und Benjamin Jowett. Insbesondere von der jungen Generation der Studenten wurde der Aufsatzband gefeiert, während er von den Bischöfen und Kirchenleuten fast geschlossen abgelehnt wurde. Einer der Aufsätze handelte von der Darwinschen Evolutionstheorie. Burgon hielt sieben Predigten gegen die darin vertretenen Ansichten und diese wurden 1861 in Inspiration and Interpretation veröffentlicht. Der Band wurde eine Kampfschrift gegen den Rationalismus und Liberalismus.

## Reise nach Ägypten, zum Sinai und nach Palästina
Während seines Aufenthalts in Rom lernte er eine Miss Webb kennen, die ihn einlud, an einer Expedition in den Nahen Osten teilzunehmen. Die Reise fand von September 1861 bis Juli 1862 statt. Die Reise ging von Konstanz über die Alpen nach Mailand, Venedig, Triest, Alexandria, Kairo und den Nil hinauf bis zum zweiten Katarakt (I, 294). Von dort ging es zurück nach Kairo, Sinai, Petra, Hebron und Jerusalem. Auf der ganzen Reise machte Burgon Skizzen und Zeichnungen der Reisestationen. Am Sinai hatte er Gelegenheit, im Katharinenkloster in einige Bibelhandschriften Einsicht zu nehmen. In Jerusalem wurde er so krank, so dass die Expedition ohne ihn ihre Reise fortsetzen musste. Burgon kehrte nach einmonatigem Aufenthalt in Beirut immer noch krank nach England zurück. Er selbst sah seine Krankheit als Strafe Gottes, weil er während der Reise seine Gemeinde St. Mary’s im Stich gelassen hatte (I, 338). Zeitweise sah es aus, als ob er nicht überleben würde. Er erholte sich nur langsam und konnte erst im Oktober 1863 sein Amt wieder aufnehmen, diesmal als Vikar an St. Marys in Oxford (I, 344).

## Vikar an St. Mary in Oxford

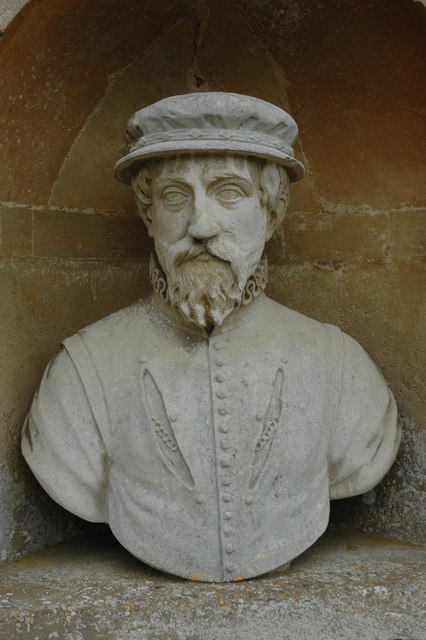
Büste von Sir Thomas Gresham

Zum ersten Mal war er in vollem Umfang für eine gesamte Kirchengemeinde verantwortlich. Im Dezember 1863 bekam er einen Kurat für seine Gemeinde. 1864 erschien A treatise on the pastoral office addressed chiefly to candidates for Holy Orders, or to those who have recently undertaken the cure of souls. Die Schrift beschäftigt sich mit den Pflichten des Gemeindepfarrers und wurde allgemein positiv aufgenommen. Burgon bekam ein Angebot als Prinzipal am Theologischen College in Exeter, lehnte aber ab (II, 13–14). In Oxford wurde er zum unermüdlichen Kämpfer der verlorenen Fälle.
1865 kam es zu einem heftigen Streit um die Organisation der Gottesdienstzeiten in Oxford. Der Biograph Goulburn merkt dazu an, dass der Ton in dieser Auseinandersetzung sowohl in der Sache, als auch gegenüber den angegriffenen Personen nicht angemessen war (II, 17–21).
1867 wurde er zum Gresham Professor of Divinity gewählt, eine Position, die er bis zum Ende seines Lebens innehielt. Die Gresham-Professuren beruhen auf einer Stiftung von Sir Thomas Gresham. Die Einkünfte seiner Immobilien, insbesondere der Royal Exchange, sollen dazu benutzt werden, sieben Professoren der sieben Fachbereiche Theologie, Astronomie, Musik, Geometrie, Jura, Medizin und Rhetorik großzügig zu bezahlen. Sie sollen nacheinander je einmal in der Woche eine Vorlesung am Gresham College in London halten.
Einen großen Aufruhr entfachte der Irish Church Act 1869, ein Gesetz, welches zum 1. Januar 1871 die vollständige organisatorische Trennung der Church of Ireland von der Church of England bewirkte, ebenso eine geänderte Finanzierung. Beendet wurde zudem die Verhängung von Kirchenstrafen und die bisherige Stellung der anglikanischen Church of Ireland als Staatskirche innerhalb des mehrheitlich katholischen Irlands. Burgon war ein strikter Gegner dieser Neuregelung. Eine Predigt gegen diese Trennung erhielt den Titel Disestablishment: The Nation’s formal rejection of God.
Ein besonderer Aufreger war im selben Jahr die Ernennung von Frederick Temple zum Bischof von Exeter durch den Premierminister William Ewart Gladstone. Temple war einer der Autoren von Essays and Reviews, die in einer Synode der Kirche offiziell verworfen wurden. Dieses hinderte die Essayisten nicht daran, in der Kirche Karriere zu machen und in die höchsten Ämter aufzusteigen. Burgon sah diese Entscheidung geradezu als Affront gegen die Kirche. Er schrieb drei Schriften gegen diese Ernennung, die aber die Bischofsweihe nicht verhindern konnten. Immerhin distanziert sich Temple in einer Erklärung von seinem Essay. Aber Burgon blieb hartnäckig und sah es nur als taktischen Rückzug in seinem vierten Beitrag Dr. Temple’s “Explanation” examined. Burgon machte sich selbst in der Sache zu einer Führungsfigur und führte hier einen kirchenpolitischen Kampf, der ihm nicht zustand und der eigentlich Sache der Bischöfe war. Er isolierte sich dadurch auch von denen, die ihm in seiner Sache recht gaben. Im Bischofskollegium gab es zu keiner Zeit eine Mehrheit für diese Weihe und Burgon war entgegen seiner eigenen Darstellung keinesfalls der einzige, der offen gegen diese Entscheidung opponierte, außerdem konnten viele seiner speziellen Sicht von Inspiration nicht zustimmen (II, 35–41).
1871 kamen neue Entwicklungen die Burgons Protest hervorriefen: Die Revision der King-James-Bibel, die Bemühungen um eine erneuerte Liturgie mit einem veränderten Book of Common Prayer und die Bemühungen um eine stärkere Trennung von religiöser Erziehung und Schulbildung.
Burgon hatte einen B.A. und M.A. in klassischer Literatur, wollte aber einen solchen Abschluss auch in Theologie haben. Für den Bachelor waren zwei öffentliche Vorlesungen an der Theologischen Fakultät nötig. Der Regius Professor Payne Smith schlug ihm vor, die Echtheit der letzten Verse des Markusevangeliums zu beweisen. Einige der ältesten Handschriften (א, B) lassen Mk 16,9-20 weg, andere haben einen kurzen Schlussvers und andere wieder den kompletten Text. Die Vorlesungen fanden im Juli 1871 statt und erschienen kurze Zeit später im Druck. Sein Schluss ist, dass die Echtheit dieser Verse „absolut sicher“ ist. Er nimmt als Zeugen nicht nur Manuskripte, sondern auch die Kirchenväter heran. Burgon reiste vorher und nachher mehrmals in verschiedene Bibliotheken und konnte zwanzig bisher unbekannte Minuskeln auffinden, die er selbst kollationierte. Er fand außerdem eine Menge Fehler und Flüchtigkeiten in den Textausgaben von Johann Martin Augustin Scholz und Konstantin von Tischendorf. Burgon zeigt mit seiner Veröffentlichung, dass er ein profunder Kenner der Manuskripte in den Originalen war. Unter den übrigen Textkritikern gilt der Schluss des Markusevangeliums fast einhellig als nachträglicher Zusatz.
1872 schrieb Burgon einen offenen Brief An Unitarian Reviser of our Authorised Version, intolerable an Charles John Ellicott, Bischof von Gloucester und Bristol, sowie Vorsitzender der Kommission für die Revision der King-James-Bibel. Er war geeignet, die Arbeit der Revision in Zweifel zu ziehen und einen Skandal auszulösen. Burgon warf darin vor, dass die Mitarbeit von „Mitgliedern verschiedener Sekten“ in der Kommission gegen die Regeln wäre und keine offizielle Erlaubnis dazu bestand. Auch dieser Brief war in einem harschen Ton geschrieben. Die Kommission wollte jedoch einen Text, der für alle englischsprachigen Gruppen geschrieben ist, nicht nur für Mitglieder der Kirche von England und sah es darum als geboten auch Dissenters und jüdische Gelehrte in die Kommission aufzunehmen (II, 64–72).
Es gab einen Streit um das Athanasische Glaubensbekenntnis. Die Ritualkommission wollte eine Fußnote anfügen, um die enthaltenen damnatorischen Sätze zu erklären. Einige wollten die strittigen Aussagen als „rhetorische Erweiterungen“ streichen, die nicht den Kern der Sache betreffen. Im Eifer der Diskussionen hatte man vergessen, dass diese Aussagen entstanden sind, um verschiedene Häresien abzuwehren. Dieses Missgeschick bereitete den Grund für ein heftiges Pamphlet Burgons mit dem Titel The Athanasian Creed to be retained in its integrity: And why. Burgon stellt darin den unvorsichtigen Vorschlag des Bischofs Connop Thirlwall gnadenlos bloß. Verständlicherweise war Thirlwall sehr aufgebracht und beklagte sich bitter über Burgons Methode unnötigen Streit anzuheizen. Der Biograph vermerkt entschuldigend: „So sehr man Burgons Pamphlet in der Sache bewundern mag und so sehr es auch eine klare Stellung bezieht, sollte man doch bedenken, dass auch der Leser, der der Argumentation beipflichtet, es zutiefst bedauern muss, dass er sich erlaubte in dieser Weise über einen Prälaten herzuziehen, der nicht nur wegen seines Amts, sondern auch wegen seines Alters, seiner Fähigkeiten und Kenntnisse respektiert werden muss.“ (II,76). Insbesondere der letzte Abschnitt klang so, als ob Burgon der Vorgesetzte des Erzbischofs wäre anstatt umgekehrt. Das Ende des Jahres beschloss eine Personaldebatte, in der er der Berufung eines Dekans als Hilfsprediger der Universität widersprach, weil dieser zuvor mehrfach mit der rationalistischen und latitudinaristischen Richtung sympathisierte hatte (II, 78–80).

## Dekan von Chichester
Am 1. November 1875 offerierte Premierminister Benjamin Disraeli Burgon den Posten des Dekans (dean) von Chichester. Burgon akzeptierte und verließ schweren Herzens das Oriel College und seine Gemeinde. Burgon war somit auch vorsitzender Kanoniker (canon) der Kathedrale von Chichester. 1877 erschien ein Pamphlet zum neuen Book of Common Prayer und 1878 The servants of Scripture, ein Band mit Predigten aus den Jahren zuvor. Burgon verbrachte zudem viel Zeit mit textkritischen Arbeiten und unternahm Reisen zum Studium von Handschriften.
Die letzten Jahre Burgons in Oxford waren gekennzeichnet von tiefgreifender Umstrukturierung der Universität (II, 178 f). Bis 1866 war es für die Aufnahme von Studenten zwingend erforderlich Mitglied der Church of England zu sein, was dazu führte, dass Dissenters nicht studieren und keine Abschlüsse machen konnten. Die Studienordnung von 1872 hob diese Beschränkungen auf, es kam zu einer Trennung der bestehenden engen Verflechtung von Universität und Kirche. Die Studenten mussten sich nicht mehr zu den Neununddreißig Artikeln bekennen, mit Ausnahme derer, die an der Theologischen Fakultät ihren Abschluss machten. Die Theologische Fakultät wurde in diesem Zusammenhang ausgegliedert. Die Regelungen betrafen auch die Colleges, die zahlreiche offizielle Verbindungen zur Kirche hatten, teilweise von der Kirche selbst gegründet wurden. Viele Kleriker in den höheren Ebenen der Hierarchie hatten Lehraufträge, Führungsaufgaben oder Prüfungsbefugnisse in den Colleges. Treibend waren die liberalen Kräfte um William Ewart Gladstone im Parlament, die die entsprechenden Gesetze beschlossen. Außerdem gab es zunehmend unattached students, die nur allgemein an der Universität eingeschrieben waren, aber nicht an einem College. Diese Entwicklungen riefen Burgon auf den Plan. Die allgemein gebrauchten Begriffe von kirchlicher Seite dazu hießen „Säkularisierung, gottlose Erziehung, frevelhafte Enteignung und Entchristianisierung“ (II, 181–182). Burgon reagierte 1880 auf die Entwicklungen mit The disestablishment of religion in Oxford, the betrayal of a sacred trust: - Words of warning to the University.
1883 veröffentlichte er The Revision Revised als Nachdruck in einem Buch, basierend auf drei zuvor erschienenen Aufsätzen. Zu dieser Zeit standen sich im Bezug auf den Text des Neuen Testaments zwei Fraktionen unversöhnlich gegenüber. Auf der einen Seite die Textkritiker Konstantin von Tischendorf, Karl Lachmann und Fenton John Anthony Hort, die den Text änderten, und auf der anderen Seite Scrivener, Burgon und Frederic Charles Cook (1810–1889), die den Textus receptus beibehalten wollten (II, 209–212). Insbesondere wandte er sich gegen die neue Textausgabe The New Testament in the Original Greek von Brooke Foss Westcott und Hort. Burgons Schrift wies eine Schärfe auf, die vom Biographen so beschrieben wird: „… it must be confessed that, had its language been milder and more respectful (sic!) to the acknowledged great learning and critical ability of his opponents, this extremely able and really grand work would have gained in persuasiveness, while it would have lost nothing in power.“ (II, 215). Die Kommission für die Revised Version bekam die Instruktionen, so wenig Änderungen wie möglich zu der autorisierten Version (KJV) und so wenig Änderungen wie möglich an den Begriffen zu machen. Burgon zeigt triumphierend, dass gegen diesen Grundsatz verstoßen wurde. Es konnte auch nicht erwartet werden, dass von diesem Gremium der besten Geistlichen und Gelehrten der griechischen Sprache eine so pedantische unausgeglichene und holprige Ausgabe erfolgen würde, so der Biograph.
Einen weiteren Beweis des Sittenzerfalls in Oxford sah Burgon 1884 mit der Zulassung von Frauen zur Prüfung. So hielt er eine Predigt mit dem Titel To educate Young Women like Young Men and with Young Men, – A thing inexpedient and immodest. Aber er war nicht gegen die neu gegründeten Einrichtungen für Frauen wie Lady Margaret Hall und Somerville Hall und er war auch nicht generell gegen die höhere Bildung von Frauen, er unterrichtete selber Frauen. Er empfand hingegen, dass die direkte Konkurrenz zwischen Frauen und Männern, also die Änderung der Rollenverteilung zum beiderseitigen Nachteil wäre (II, 234-237).
Burgon kam verhältnismäßig oft nach Oxford, um seine Kritik zu bringen. Er war der radikalste Kritiker der Neuerungen und die Menschen wollten die extremen Argumente hören. Der Biograph deutet an, dass Burgons heftige Attacken bisweilen groteske Züge in seinem Verhalten und Formulierungen hatte, so dass die Zuhörer diese Abwechslung zu den trockenen Universitätspredigten gerne annahmen, dass also seinen Auftritten ein gewisser Unterhaltungswert zukam. Burgon wurde bereitwillig jede Möglichkeit eingeräumt, gegen die neuesten Entwicklungen zu toben (II, 235). Die Universität war damit zudem vom Vorwurf befreit, dass sie alle von Gesetzes wegen auferlegten Neuerungen ohne öffentlichen Widerstand hinnahm (II, 237).
Der Inhaber des Savilian Chair of Astronomy, Charles Pritchard (1808–1893), schrieb 1886 den Artikel The Creation Proem of Genesis, in der er diese Geschichten als unhistorisch bezeichnet. Der Schöpfungsbericht ist die Aufzeichnungen eines gottinspirierten Traums, die Erzählung darf jedoch nicht als Tatsachenbericht aufgefasst werden. Burgon bestand in The first chapter of Genesis jedoch auf einem wörtlichen Verständnis und verteidigte die Autorschaft des Moses für den Pentateuch. Die Angaben zur Schöpfung gehen auf die Offenbarung Gottes an Mose zurück. Die verschiedenen Ansichten über die Dauer der Tage im Schöpfungsbericht der Genesis waren noch bis 1887 Diskussionsthema, auch andere Themen der Genesis wie der Sabbat und der Gebrauch der Gottesnamen (II, 246-288 und II, 392, Appendix D).
Im Frühjahr 1887 war Burgon zum letzten Mal in London mit einer Predigt in der Chapel Royal. Nachdem er eine Reihe Freunde freundlich begrüßt hatte und anfing zu predigen, brach er in ein groteskes Geschrei aus wegen einer Schrift von Canon William Henry Fremantle. Er tobte so heftig, dass der persönlich anwesende Biograph Goulburn eingreifen musste, um ihn von seinem Thema abzubringen, so dass er sich wieder beruhigen konnte. Keiner der Zuhörer konnte diesen Ausbruch jemals vergessen, schreibt er. Eine schriftliche Antwort kam mit Reply to Canon Freemantle wenig später in Druck. Es sollte die letzte seiner polemischen Schriften sein (II, 271–277).
Die Durchforstung der Kirchenväter auf Zitate aus dem neuen Testament bildet die Fortsetzung seiner Arbeit zum Markusschluss aus dem Jahr 1871. Er erstellte einen Index, der für jeden Vers den Kirchenvater, Werk und die Fundstelle angibt. Diese Arbeit war 18 Jahre später gegen Ende seines Lebens nicht abgeschlossen (II, 273). Burgon wollte den Text des Neuen Testaments verteidigen und er glaubte beweisen zu können, dass in neun von zehn zweifelhaften Stellen der Textus receptus der ursprüngliche ist. Die vollständige Auswertung der Zitate der Kirchenväter in der Textkritik ist auch über 120 Jahre später noch nicht geschehen und wird noch auf Jahre hinaus Aufgabe der computergestützten Textforschung sein. Es gibt bisher noch keine vollständige kritische Ausgabe der Kirchenväter unter Berücksichtigung aller bekannten Manuskripte, was die Bedingung für die textkritische Auswertung der Kirchenväterzitate nach heutigen Standards darstellt.
Mit The lives of twelfe good men konnte er noch im April 1888 sein letztes Werk vor seinem Tod in Druck geben und präsentiert nach dem Oxford Dictionary of National Biography in revisionistischer Sicht eine Reihe von Personen der Oxford-Bewegung als Tractarianer, die von ihren Gegnern eher als Fanatiker und Clowns wahrgenommen wurden.

## Charakter
Burgon war ein Mensch, der zu seinen Mitmenschen lebenslange Kontakte pflegte und in jeder Hinsicht fürsorglich war. Ungewöhnlich stark war sein Engagement auch bei der Trauerbegleitung von Hinterbliebenen. Umso kontrastreicher erscheinen seine Polemiken in verschiedenen Zusammenhängen. Der Biograph jedoch betont, dass seine Reaktionen nicht im Willen geschahen jemand zu verletzen, sondern um die Dinge, die ihm am Herzen lagen, zu schützen. Seine Polemiken waren darum nicht auf persönliche Ebene geführt, sondern sie gingen gegen die Meinungen oder Entwicklungen, die er für gefährlich sah, sie hatten ihren Ursprung in Burgons Verletzung seiner Gefühlswelt (II, 345). Es ist bekannt, dass er mit seinen Opponenten trotz allen Streitigkeiten ein kollegiales Verhältnis hatte und sich im persönlichen Umgang völlig anders verhalten konnte, als wenn es um die Streitfragen ging. Sein Verhängnis war, dass sein Anliegen im gleichen Maß Schaden nahm, wie er in seinen Polemiken immer grotesker wurde. „He was as irrepressibel in pamphleteering as in preaching: wherever a breach was made in the battlements of tradition, he was in the forefront of the defence“.

## Verhältnis zu Frauen
Burgon war dem Schönen und der Kunst zugetan und verfiel auch der Schönheit der Frauen leicht und nicht nur einmal. Burgon war ein Familienmensch, der ungewöhnlich starke Verbindung zu seiner eigenen Familie hatte. Er besaß eine besondere Liebe zu Kindern. Eine erhoffte Verbindung kam nicht zustande, er heiratete nie. Er beschloss irgendwann in frühen Jahren, dass seine Lebensweise, die fast ununterbrochen aus Studium und Erfüllung der Amtspflichten bestand, mit einer Familiengründung nicht zu vereinbaren gewesen wäre (II, 302). So gab es auch von seiner Seite später keine Bemühungen mehr, eine Ehe anzubahnen. Zwischen den Zeilen seines Biographen blitzen gelegentlich Andeutungen heraus, jedoch dürften die gemeinten Personen oder deren Angehörige zur Zeit der Veröffentlichung noch gelebt haben und so hält der Biograph taktvoll und zum Missvergnügen des heutigen Lesers alle Namen und entsprechende Passagen aus Briefen zurück. Zu Burgon schreibt er: „… though unmarried, a more devoted and chivalrous admirer of the softer sex never existed.“ (II, 237).

## Wirkungsgeschichte
Die textkritischen Arbeiten gingen an Edward Miller, Rektor von Bucknell in Oxfordshire (II, 373), der sie teilweise posthum veröffentlichte, der Nachlass kam dann ins Britische Museum. Seine Arbeiten zu den Kirchenvätern wurden nicht abgeschlossen und bis heute nicht veröffentlicht. In der Theologie kamen zu dieser Zeit die historisch kritischen Methoden auf, neue wissenschaftliche Erkenntnisse zeigten die Widersprüche im Bibeltext und Widersprüche zwischen den biblischen Berichten der Genesis und der historischen Wissenschaft. Die Zuverlässigkeit der Bibel als Wort Gottes war in Gefahr. Diese neuen Sichtweisen finden sich in der Revised Version, in der Textausgabe von Westcott und Hort, in den Bemühungen um ein neues Common Book of Prayer und in der akademischen Diskussion. Burgon meinte die traditionelle Sichtweise der Kirche gegen die Neuerungen schützen zu müssen und ging auf Konfrontationskurs. Dieses brachte ihm vor allem Freunde ein im einfachen Volk, das gefühlsmäßig und gewohnheitsmäßig die traditionellen Formen des Glaubens lebte und die Neuerungen als Bedrohung des persönlichen Glaubens ansahen, aber auch im Klerus, der zusammen mit den Neuerungen wie dem Modernismus seinen Einfluss und seine Deutungshoheit in Religionsfragen schwinden sah.
Burgon war ein Vertrauter und Oriel-Kollege von Bischof Samuel Wilberforce und lehnte mit diesem zusammen die neu aufgekommene Evolutionstheorie nach Darwin ab. In Kombination mit dem wörtlichen Verständnis der Schöpfungsgeschichte lassen sich die Linien weiter ziehen zum Kreationismus. Seine vehemente Ablehnung der Revised Version und der alexandrinischen Textform des griechischen Bibeltexts machte ihn posthum zum Gewährsmann für die King-James-Only-Bewegung, die die alte King-James-Bibel auf den Schild hebt und keine anderen Bibelübersetzungen akzeptieren will. Burgon selbst drang tief in die Materie ein und ihm waren die Mängel des Textus receptus und der King-James-Version deutlicher bewusst, als dieses viele seiner heutigen Epigonen wahr haben wollen. Seine zwei 1896 posthum erschienenen Werke zur Verteidigung des Textus receptus sind die sorgfältigsten Ausarbeitungen des konservativen Standpunkts. Burgons wörtliches Bibelverständnis findet sich wieder in den Schriften von Reuben Archer Torrey, so dass er auch als ein Vater des Fundamentalismus angesehen werden kann. Nach Burgon genannt ist die 1978 gegründete Dean Burgon Society, die zur King-James-Only-Bewegung gehört.

## Schriften
- Mémoire sur les vases panathénaïques: adressé, en forme de lettre à M. W. R. Hamilton, Peter Oluf Brøndsted; William Roger Hamilton; John William Burgon. Firmin Didot frères, Paris 1833. Dieses Werk bespricht die Burgon-Vase.
- The life and times of Sir Thomas Gresham Band I comp. chiefly from his correspondence preserved in Her Majesty’s state-paper office: including notices of many of his contemporaries. Jennings, London 1839. Band II
- Some remarks on art with reference to the studies of the university in a letter addressed to the Rev. Richard Greswell, Francis Macpherson, Oxford 1846.
- Petra, a poem, to which a few short poems are now added, 2. Auflage, MacPherson, Oxford 1846.
- The Book of Common Prayer with illustrations chiefly from the old masters., Hrsg. von Henry John Rose und John William Burgon, John Henry Parker, Oxford 1852. Ausgabe mit Bebilderung.
- A Plain Commentary on the Four Holy Gospels: Intended Chiefly for Devotional Reading, J. H. Parker, London 1855. Band I,I., Band I,II., Band III,I., Band III,II., Band IV,I., Band IV,II..
  - 1. Am. Ausg. in zwei Bänden, Band 1., Hooker, Philadelphia 1855. Band 2. 1856.
  - Am. Ausg. in einem Band, Hooker, Philadelphia 1856.
  - 2. Am. Ausgabe in zwei Bänden 1859, Band 1., Hooker, Philadelphia 1859. Band 2.
- Ninety short sermons for family reading Band 1, following the course of the Christian seasons by the author of A plain commentary of the Gospels, J. Henry and J. Parker, Oxford 1865. Band 2, J. Henry and J. Parker, 1855.
- The portrait of a Christian gentleman; A memoir of Patrick Fraser Tytler, author of the "History of Scotland", Murray, London 1859.
- Inspiration and Interpretation, seven sermons preached before the University of Oxford: with preliminary remarks: being an answer to a volume entitled "Essays and Reviews", J.H. und Jas. Parker, Oxford, London 1861.
- Letters from Rome to friends in England., J. Murray, London 1862.
- A treatise on the pastoral office, addressed chiefly to candidates for Holy Orders, or to those who have recently undertaken the cure of souls, Macmillan, London 1864.
- Mr. Sandford and the university sermon, a letter addressed to the Rev. the Vice-Chancellor, John Henry and James Parker, Oxford 1865.
- England and Rome., Dutton and Comp., New York 1869.
- Protest against Dr. Temple’s consecration to the office of a bishop in the Church of Christ. James Parker, Oxford 1869.
- Second protest against the consecration of Dr. Temple. J. Parker, Oxford 1869.
- Protests of the Bishops against the consecration of Dr. Temple to the See of Exeter: preceded by a letter to the Right Hon. and Right Rev. John Jackson, D.D., Bishop of London. J. Parker, Oxford 1870.
- Dr. Temple’s "Explanation" examined. J. Parker, Oxford und London 1870.
- The last twelve verses of the gospel according to S. Mark, vindicated against recent critical objectors and established by John W. Burgon. James Parker, Oxford, London 1871.
- An Unitarian Reviser of our Authorized Version, intolerable: an earnest remonstrance and petition addressed to Charles John Ellicott, D.D., Bishop of Gloucester and Bristol. J. Parker and Co., Oxford, London 1872.
- The servants of Scripture, Society for Promoting Christian Knowledge, London 1878.(Predigten).
- The disestablishment of religion in Oxford, the betrayal of a sacred trust words of warning to the University. A sermon preached before the University of Oxford, at S. Mary-the-virgin’s, on the Sunday next before Advent, (November 21st, 1880), Parker and Co., Oxford, London 1880.
- The Revision Revised, three articles reprinted from the Quarterly review: I. The new Greek text. II. The new English version. III. Westcott and Hort’s new textual theory: to which is added a reply to Bishop Ellicott’s pamphlet in defence of the revisers and their Greek text of the New Testament, including a vindication of the traditional reading of 1 Timothy III. 16., J. Murray, London 1883.
- The first chapter of Genesis, A reply and a postscript, Mildmay Mission to the Jews Printing Office, London 1886.
- Lives of twelve good men, New ed., with portraits, 2. Auflage, J. Murray, London 1891.

### Posthum erschienen
- The traditional text of the Holy Gospels, vindicated and established by the late Johne William Burgon. Arranged, completed and edited by Edward Miller, G. Bell, London 1896.
- The causes of the corruption of the traditional text of the Holy Gospels, being the sequel to The traditional text of the Holy Gospels by the late John William Burgon; arranged, completed, and edited by Edward Miller, G. Bell, London 1896.
- Edward Miller: A textual commentary upon the Holy Gospels, largely from the use of materials, and mainly on the text, left by the late John William Burgon…, Bell, London 1899.
- Memorandum relating to the parish of Houghton Conquest in Bedfordshire. First published 1903–1904 in the Houghton Conquest Parish Magazine, Edited by Herbert W. Macklin.